# 塞普特伊
塞普特伊（法語：Septeuil，發音：[sɛptœj] ⓘ）是法国伊夫林省的一个市镇，属于芒特拉若利区。

## 地理
塞普特伊（48°53'33"N, 1°40'53"E）面积9.4 平方千米，位于法国法蘭西島大區伊夫林省，该省份为法国北部内陆省份，北起瓦兹河谷省，西接厄尔省，西南接厄尔-卢瓦省，东南接埃松省，东临上塞纳省。
与塞普特伊接壤的市镇（或旧市镇、城区）包括：阿努维尔莱芒特、班维利耶、库尔让、米尔桑、普吕奈勒唐普勒、罗赛、圣马丹德尚。
塞普特伊的时区为UTC+01:00、UTC+02:00（夏令时）。

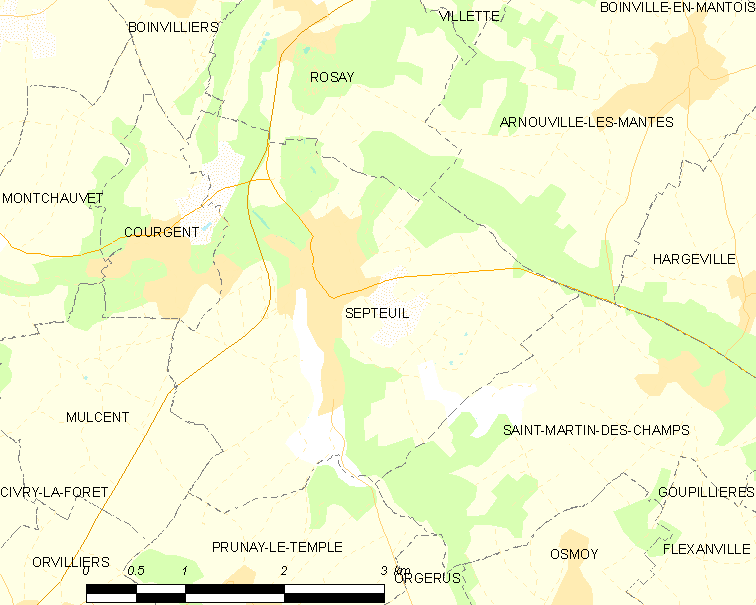
塞普特伊的OSM定位图

## 行政
塞普特伊的邮政编码为78790，INSEE市镇编码为78591。

## 政治
塞普特伊所属的省级选区为塞纳河畔博尼耶尔县。

## 人口

1962-2008年间塞普特伊人口变化图示

塞普特伊于2022年1月1日时的人口数量为2234人。